# ريتشارد إدوارد هال
ريتشارد إدوارد هال هو سياسي كندي، ولد في 17 سبتمبر 1907، وتوفي في 19 أغسطس 1977. حزبياً، نشط في الحزب الليبيرالي الألبرتي والحزب الليبرالي الكندي. وقد انتخب عضو الجمعية التشريعية ألبرتا.